# Iglesia de Santiago Apóstol (Ceánuri)
La iglesia de Santiago Apóstol es un edificio situado en el municipio español de Ceánuri, en la provincia de Vizcaya.

## Descripción
El edificio se encuentra en el barrio de Ipiñaburu del municipio español de Ceánuri, perteneciente a la provincia de Vizcaya, en la comunidad autónoma del País Vasco. Se menciona como iglesia parroquial del lugar en el sexto volumen del Diccionario geográfico-estadístico-histórico de España y sus posesiones de Ultramar de Pascual Madoz, en la entrada correspondiente a Ceánuri, donde aparece descrita con las siguientes palabras:

bajo la advocacion de Santiago Apóstol, servida por un beneficiado con título de cura, se encuentra al S. de la anteigl. en medio de la barriada de Ipiñaburu, y se compone de la cuarta parte de esta cofradia con 21 casas entremezcladas con las de la parr. anterior, de la que dista mas de 1 leg.
(Madoz, 1847, p. 277)